# Svetlana Slapšak
Svetlana Slapšak, slovenska literarna zgodovinarka, antropologinja, klasična filologinja, pisateljica * 18. januar 1948, Beograd. Živi in dela v Ljubljani.
Svetlana Slapšak je leta 1971 diplomirala iz klasične filologije na Filološki fakulteti v Beogradu, leta 1975 tam magistrirala, doktorirala pa leta 1984 z disertacijo Vukov Rječnik i prevedenice sa grčkog. Na Inštitutu za književnost in umetnost v Beogradu je bila do leta 1988 znanstvena sodelavka. Leta 1986 je na Filozofski fakulteti v Ljubljani postala docentka za srbsko in črnogorsko književnost.

## Dela
Svetlana Slapšak je avtorica številnih del s področja antropologije, lingvistike, klasičnih študij, študij spola, balkanologije in komparativistike. Objavila je več kot 50 knjig, preko 400 znanstvenih študij in preko 1000 esejev. Prevedla je ogromno del iz latinščine, stare in nove grščine, francoščine in angleščine. Prevaja tudi iz slovenščine v srbščino. Kolumne piše za Večer (Maribor, 1999– ) ter je glavna in odgovorna urednica beograjskega strokovnega in literarnega časopisa ProFemina. Bila je sourednica satiričnega časopisa Frontisterion, ki je bil prepovedan že s prvo številko, ona pa je bila za več let ob potni list.  V preteklosti je kolumne pisala za časopise Književna reč (Beograd, 1983–1987), Vreme (Beograd), Teleks (Ljubljana, 1988–1990), Nezavisni (Novi Sad, 1995–1998).
Izbor knjig:
- Svi Grci nazad! : eseji o helenizmu u novijoj srpskoj književnost, 1985
- Vukov Rječnik i prevedenice sa grčkog, 1987
- Trivijalna književnost : zbornik tekstova, 1987
- Ogledi o bezbrižnosti : srpski intelektualci, nacionalizam i jugoslovenski rat, 1994
- Otrokove pravice, 1995
- Leon in Leonina ali Zgodba o vztrajnosti, 1997
- Ratni Kandid, 1997
- Za antropologijo antičnih svetov, 2000
- Ženski ikoni na XX vek  (v makedonščini; Ženske ikone 20. stoletja), 2003
- Ženske ikone 20. stoletja : 60 antropoloških esejev, 2005
- Ženske ikone antičkog sveta, 2006
- Mala crna haljina : eseji o antropologiji i feminizmu, 2007
- Mikra theatrika : antropološki pogled na antično in sodobno gledališče, 2011
- Hronospore II : eseji i komentari, 2010
- Zelje in spolnost : iz zgodovinske antropologije hrane : študija o kultni, ritualni in kulturni vlogi zelja, 2013
- Antička miturgija : žene, 2013
- Kuhinja z razgledom: eseji iz antropologije hrane, 2016
- Istomesečniki (roman), 2018
- Šola za delikatne ljubimce, 2020
- Kje smo?, 2024

## Politika
Na evropskih volitvah 2024 je kandidirala na sedmem mestu liste stranke Levica. Stranki ni uspel preboj v Evropski parlament, Slapšakova pa je dobila 1.382 preferenčnih glasov volivcev.

## Nominacije in nagrade[7]
- Nagrada Miloš Crnjanski za eseje, 1990
- Nagrada American PEN Freedom of Expression Award, 1993
- Nagrada Helsinki Watch Award, 2000
- Nagrada Helen Award, Montreal, 2001
- Nominacija za Nobelovo nagrado za mir za gibanje 1000 žensk za mir, 2005
- Nagrado Mirka Kovača za knjigo esejev o hrani Leteći pilav, 2015
- nagrada Mira, 2016